# لوكاس سيكولسكي
لوكاس سيكولسكي هو لاعب كرة قدم بولندي يلعب كمدافع مع نادي ليجيا وارسو.